# Gareth Snell
Gareth Craig Snell (né le 1er janvier 1986) est un homme politique britannique qui est député de Stoke-on-Trent Central de 2017 à 2019. Il retrouve son siège lors des élections générales du 4 juillet 2024. Membre des partis travailliste et coopératif, il est chef du conseil d'arrondissement de Newcastle-under-Lyme de 2012 à 2014.

## Jeunesse
Snell fait ses études à la Stowmarket High School dans le Suffolk et est diplômé de l'Université de Keele en 2008 après avoir étudié l'histoire et la politique. Pendant ses études à Keele en 2004, Snell fonde Keele Labor Students.

## Carrière politique
Snell se présente sans succès aux élections au conseil d'arrondissement de Newcastle-under-Lyme en 2007 et 2008, mais est finalement élu pour représenter le quartier de Knutton et Silverdale en mai 2010. Il est élu chef du Conseil après que les travaillistes aient remporté la majorité aux élections locales de 2012. Cherchant à être réélu dans le quartier de Chesterton, il perd de peu face au candidat de l'UKIP en mai 2014,. Cependant, il est réélu comme conseiller lors d'une élection partielle dans le quartier Silverdale et Parksite en août 2016, et reste jusqu'à l'expiration de son mandat en mai 2018.
En janvier 2017, Snell est sélectionné comme candidat du Parti travailliste à l'élection partielle centrale de Stoke-on-Trent, déclenchée à la suite de la démission de Tristram Hunt. Le 23 février, il remporte le siège avec une part de voix réduite, mais écartant le leader de l'UKIP, Paul Nuttall.
Il est réélu avec une majorité de près de 4 000 voix le 8 juin 2017. Snell perd son siège aux élections générales de 2019 face au conservateur Jo Gideon. Il retrouve son siège aux élections générales de juillet 2024, obtenant 14 950 voix, soit 42,4 % des voix. Son rival le plus proche obtient 8 541 voix.
Snell soutient le vote Remain lors du référendum européen de 2016, mais s'est opposé à un deuxième référendum et soutient un accord de sortie pour éviter de partir sans accord,.